# Хромченко, Михаил Фёдорович
Михаил Фёдорович Хромченко (23 мая 1906, Гниловоды, Измалковский район — 9 мая 1944, Севастополь, Крымская АССР) — советский военнослужащий, танкист, командир 101-й танковой Сивашской ордена Кутузова бригады. Погиб 9 мая 1944 года при освобождении Севастополя. Могила героя ныне — Танк-памятник освободителям Симферополя, объект культурного наследия России.

## Биография
Хромченко Михаил Фёдорович родился 23 мая 1906 года в селе Гниловоды Хмелевской волости Ливенского уезда Орловской губернии. Русский. В РККА служил с 25 октября 1928 года. С 28 октября 1928 года курсант, отделенный командир полковой школы 18-го стрелкового полка (Московский ВО). Окончил школу в 1929 году. С 23 января 1930 года помощник командира взвода 4-й роты в 18-м стрелковом полку (Московский ВО). С 1 июля 1931 года помощник дежурного коменданта в комендатуре при Управлении делами НКВМ. Член ВКП(б) с 1931 года. С 25 декабря 1934 года дежурный комендант, дежурный секретарь в Управлении делами НКО СССР. Лейтенант (Приказ НКО 3 01633 от 1935). С 21 сентября дежурный секретарь в Управлении Делами НКО. Старший лейтенант (Приказ НКО 3 0165 от 1938). Приказом НКО № 368 от 16.03.1939 года назначен помощником начальника 5-го отделения Секретариата НКО СССР.
С 24 сентября 1939 по июль 1941 слушатель Военной академии механизации и моторизации РККА им. И. В. Сталина, капитан (Приказ НКО № 0323 от 04.02.1941). Начало Великой Отечественной войны встретил в академии. С 25 июля 1941 — преподаватель тактики Сталинградского (с 5 августа 1941 — Камышинское) военно-тракторного училища. Приказом НКО № 00643 от 01.08.1941 года утвержден в должности. С 12 января 1942 года — преподаватель тактики в Камышинском танковом училище. С марта 1942 года помощник начальника штаба по разведке 95-й танковой бригады.
Участник боевых действий с 15 мая 1942 года. В мае бригада вошла в формируемый в Москве 9-й танковый корпус. С июля воевала на Западном фронте (на жиздринском направлении). Присвоено звание майора (Приказ ЗФ № 01097 от 08.10.1942). С 28 октября 1942 года — заместитель начальника штаба по оперативной работе 95-й танковой бригады. В марте 1943 года бригада вместе с корпусом убыла на Центральный фронт, где в составе войск 13-й армии участвовала в боях на орловско-курском направлении.
С 3 мая 1943 года — начальник штаба 202-й танковой бригады 19-го танкового корпуса, затем заместитель командира бригады. Участвовал в Курской битве и битве за Днепр. Подполковник (Приказ БТиМВ № 0352 от 31.07.1943). С 17 октября 1943 года исполняющий должность командира 101-й танковой бригады 19-го танкового корпуса. Приказом НКО № 0124 от 25.04.1944 года утверждён в должности.
С 4 января 1944 года бригада вместе с корпусом была выведена в резерв 4-го Украинского фронта, а с 13 марта вела бои на подступах к Крыму. В ходе Крымской наступательной операции с 19 апреля она оперативно подчинялась Приморской армии. Командуя бригадой, подполковник М. Ф. Хромченко обеспечил прорыв вражеской обороны в районе Кирк-Ишунь (ныне Целинное) и преследование противника. За 4 дня боёв бригада прошла с боями 320 км, освободив города Джанкой, Симферополь и Бахчисарай. Стремительными действиями она разгромила румынскую пехотную дивизию и вышла на подступы к Севастополь.
В ночь с 8 на 9 мая 101-я танковая бригада была выдвинута на северо-западную окраину Балаклавы для атаки. Рано утром 9 мая в сумерках танки с десантом на борту выдвигались на исходные позиции для атаки, соблюдая светомаскировку. Тем не менее, передвижение советских танков было замечено противником, и колонна подверглась авианалёту. Одна из фугасных авиабомб попала точно в Т-34 командира бригады подполковника М. Ф. Хромченко. Взрыв боекомплекта разорвал командирский танк на части, вместе с командиром погибли механик-водитель Василий Бубенчиков, заряжающий Николай Фёдоров и пулемётчица-радистка Валентина Бархатова.
Похоронен в мае 1944 года в центре Симферополя. В 1949 году останки из братских могил были перенесены на воинское кладбище. Однако в 2003 году в связи со строительством Александро-Невского собора в сквере Победы были обнаружены останки советских воинов, которых, как выяснилось, не были перенесены в 1949 году. Они были торжественно перезахоронены на территории собора.

## Награды
- Орден Отечественной войны II степени (06.08.1943),
- Орден Отечественной войны I степени (18.11.1943),
- Орден Красного Знамени,
- Суворова II степени (16.05.1944, посмертно),
- Орден Отечественной войны I степени (10.06.1944, посмертно).

## Память
Работы по установке танка-памятника были начаты по инициативе начальника штаба 216-го сапёрного батальона 19-го танкового корпуса капитана С. Ф. Коробкина и продолжались с конца апреля по конец мая 1944 года. По воспоминаниям директора Крымского краеведческого музея ветерана войны В. Н. Бухаркина, бывшего в то время командиром подразделения 216-го сапёрного батальона, «его неиссякаемая энергия, знание дела, предприимчивость обеспечили возможность выполнения этого необычного задания… А ведь стройматериалов в городе не было». В. Н. Бухаркин со своими бойцами лично работал на установке монумента, а капитан С. Ф. Коробкин после окончания боевых действий «взял на себя, если так можно выразиться, идейное руководство сооружением».

Танк-памятник освободителям Симферополя
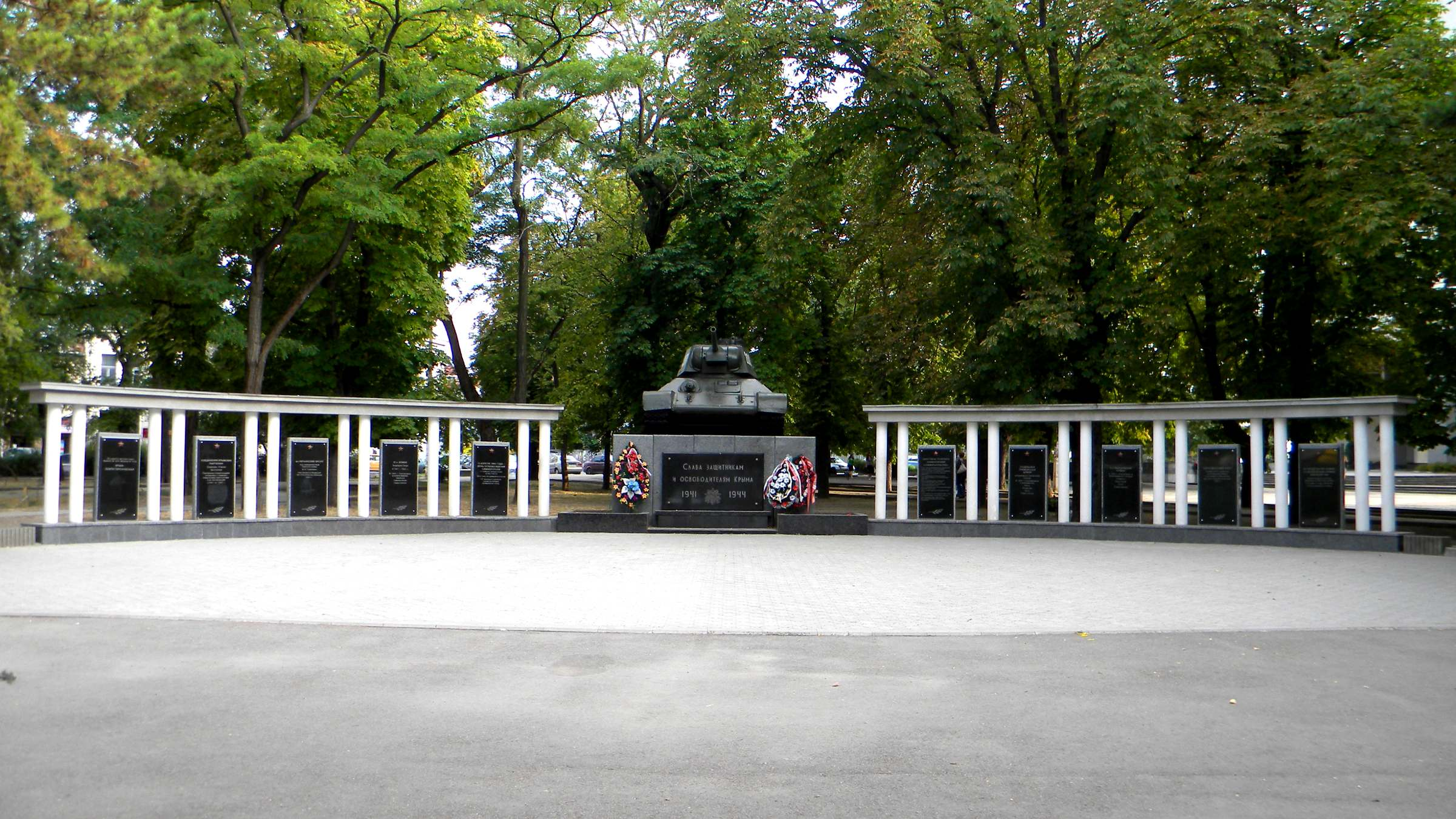
Общий вид мемориала  Объект культурного наследия народов РФ регионального значения. Рег. № 911710892560005 (ЕГРОКН)
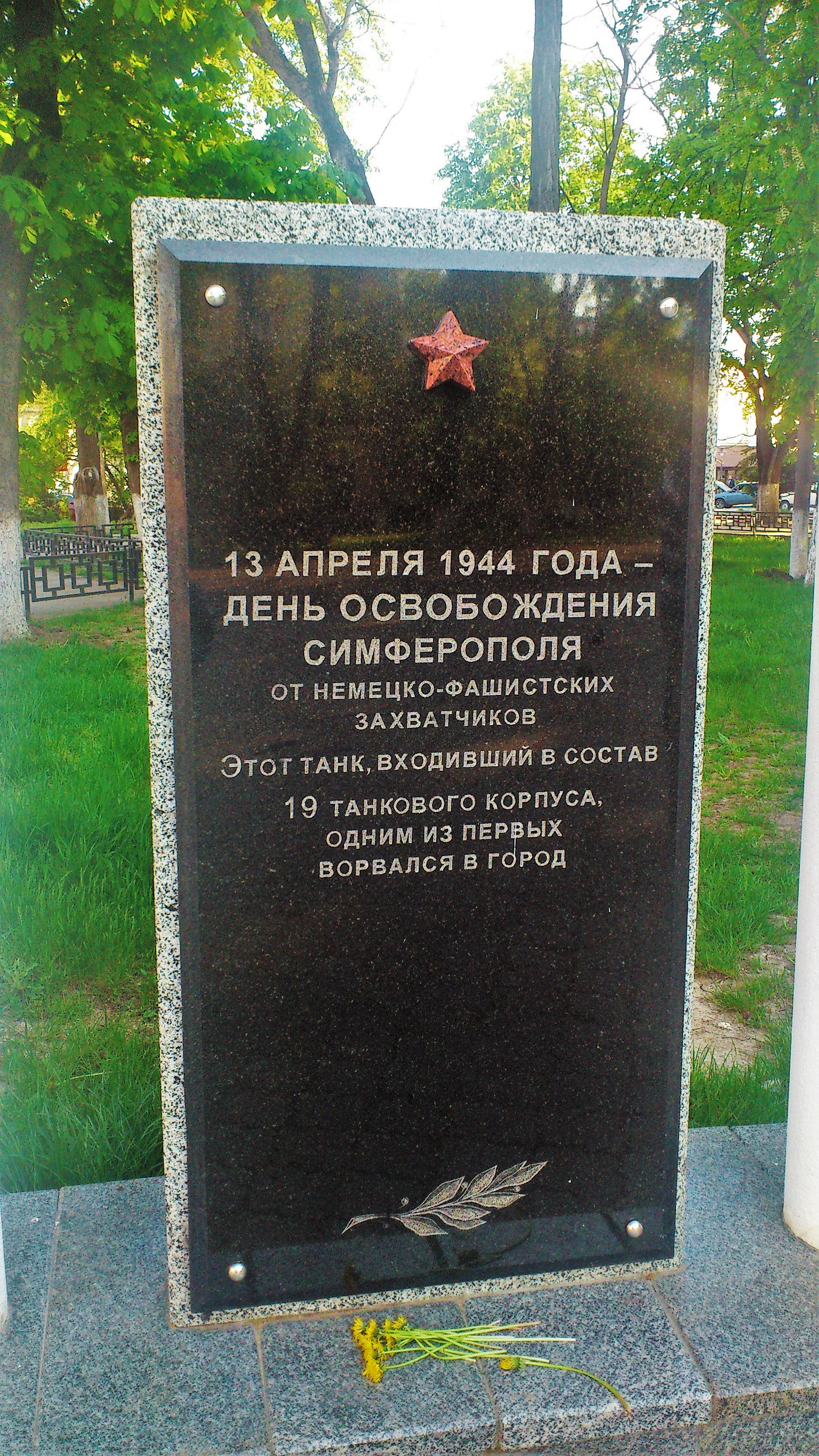
Плита памяти бойцов 19-го танкового корпуса
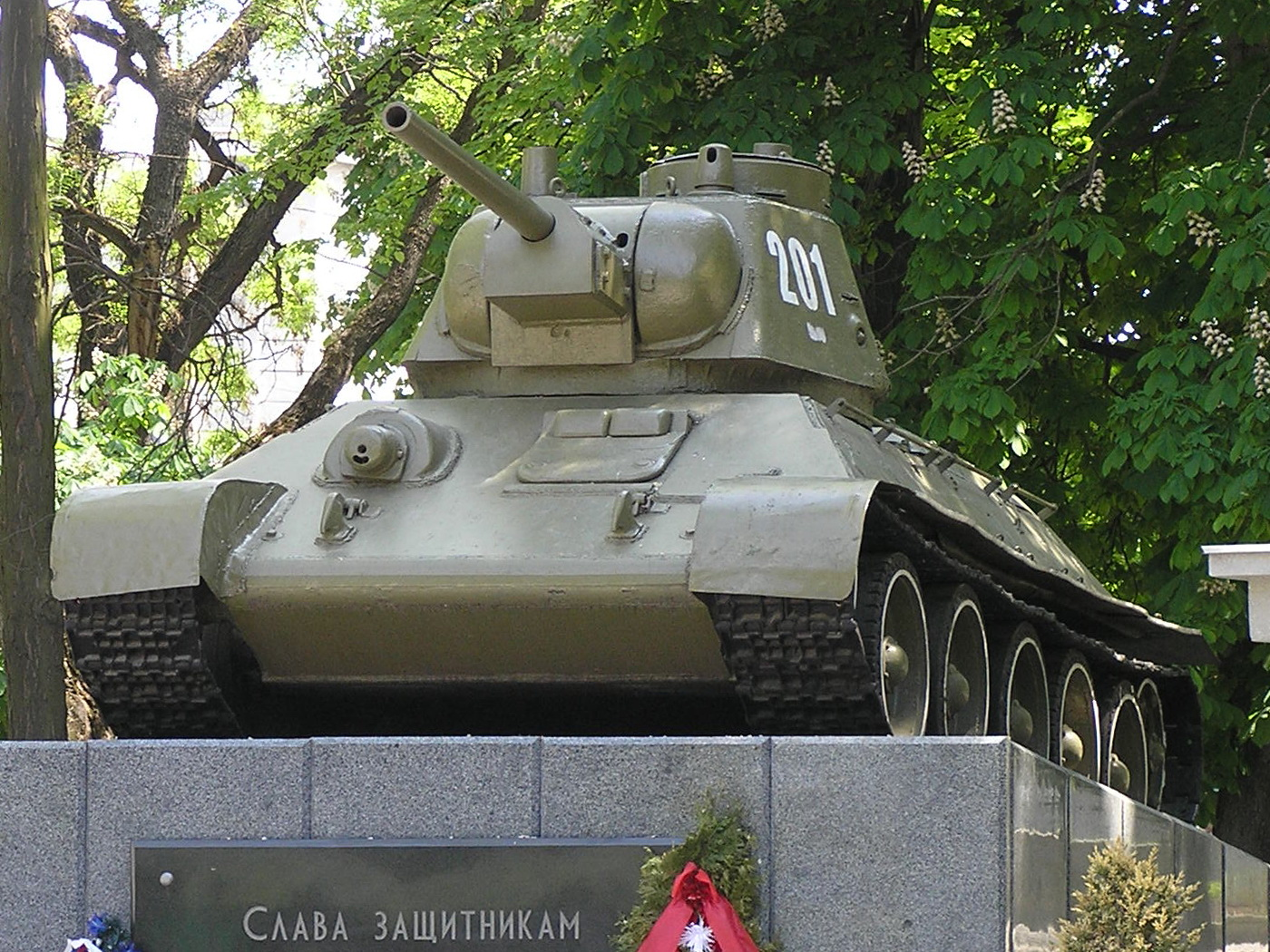
Танк ОТ-34, одним из первых ворвавшийся в Симферополь

В качестве памятника был выбран огнемётный танк ОТ-34 № 201, который, по некоторым сведениям, одним из первых вошёл в город 13 апреля. На лицевой части монумента была установлена металлическая плита с надписью: «Вечная память героям 19-го Перекопского Краснознамённого корпуса, павшим в боях за освобождение Крыма. Апрель — май». Под ней перечислены 19 фамилий. Среди них подполковник М. Ф. Хромченко, командир 101-й Сивашской танковой бригады, погибший под Севастополем. Один из авторов проекта памятника, капитан Н. С. Прудников, и. о. командира 216-го сапёрного батальона, погиб 27 апреля 1944 года в боях за освобождение Севастополя и также похоронен здесь же.
12 марта 1974 года в память М. Ф. Хромченко была названа улица в Железнодорожном районе Симферополя.